# Metopia yunnanica
Metopia yunnanica är en tvåvingeart som beskrevs av Chao och Zhang 1988. Metopia yunnanica ingår i släktet Metopia och familjen köttflugor. Inga underarter finns listade i Catalogue of Life.